# 6 decembrie
ianuarie • februarie • martie  • aprilie  • mai  • iunie  • iulie  • august  • septembrie  • octombrie  • noiembrie  • decembrie
6 decembrie este a 340-a zi a calendarului gregorian și a 341-a zi în anii bisecți. Mai sunt 25 de zile până la sfârșitul anului.

## Evenimente

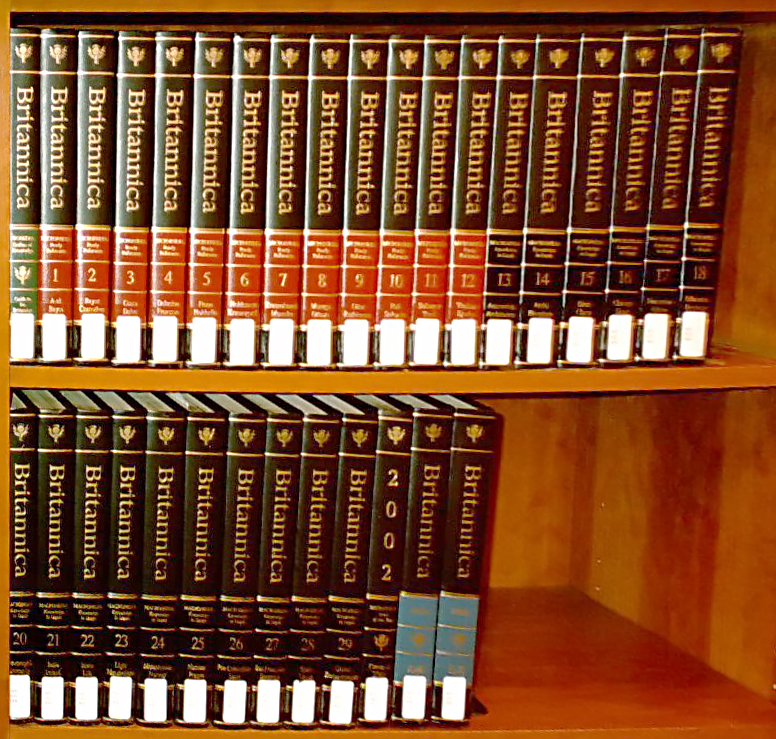
1768: La Edinburgh, Scoția, apare primul volumn din Encyclopedia Britannica.

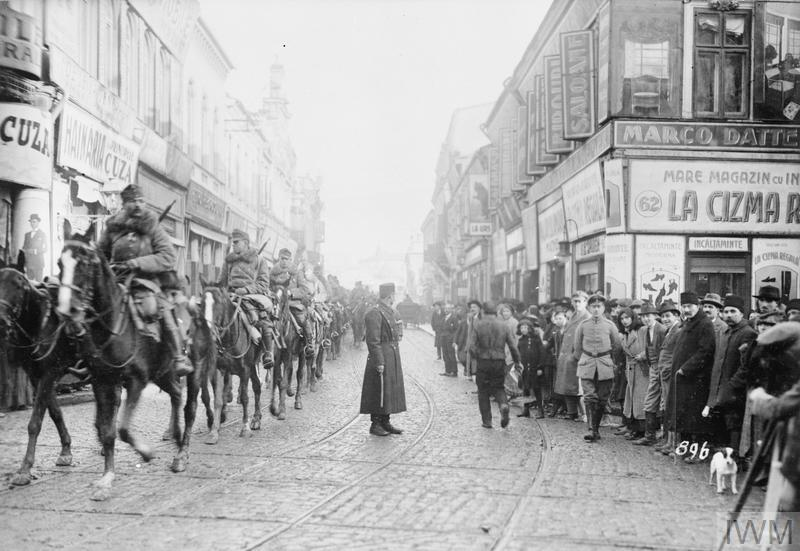
1916: Primul Război Mondial - Puterile Centrale capturează Bucureștiul.

- 0963: Leon al VIII-lea este ales papă.
- 1060: Béla I al Ungariei este încoronat rege al Ungariei.
- 1185: În Portugalia, regele Sancho I urcă pe tron după moartea tatălui său, Alfonso.
- 1534: A fost fondat orașul San Francisco de Quito, de către Sebastian de Belalcazar și Diego de Almagro, în prezent capitala statului Ecuador.
- 1768: Primul volum din Encyclopædia Britannica a apărut la Edinburgh, Scoția.
- 1774: Sistemul de învățământ din Austria este reproiectat de către împărăteasa Maria Tereza. Acesta emite regulile generale, care stabilesc o perioadă de șase ani de învățământ obligatoriu în școala elementară, manuale, uniforme și o formare a cadrelor didactice.
- 1865: Statele Unite au adoptat al treisprezecelea amendament al Constituției, prin care s-a abolit sclavia.
- 1877: Inventatorul american Thomas Alva Edison a realizat prima înregistrare sonoră recitând "Mary had a Little Lamb", la West Orange, New Jersey.
- 1877: Este publicat pentru prima dată ziarul Washington Post.
- 1880: A fost emis decretul potrivit căruia, orașul Buenos Aires a devenit capitala Republicii Argentina.
- 1892: La Teatrul Mariinski din Sankt Petersburg a avut loc premiera baletului "Spărgătorul de nuci" de Piotr Ilici Ceaikovski (libret Marius Petipa, după versiunea lui Alexandre Dumas a basmului lui E. T. A. Hoffmann, coregrafie Lev Ivanov).
- 1912: A avut loc la Brăila primul Congres al muncitorilor din toate porturile României; s-a constituit Uniunea lucrătorilor de transport pe apă și pe uscat din România.
- 1916: Primul Război Mondial: În București sosește o delegație germană care cere să semneze capitularea orașului. Delegația era condusă de prințul Schaumburg-Lippe, fostul atașat militar al Germaniei în România. Primarul Emil Petrescu, în prezența reprezentanților guvernului (plecat la Iași) a semnat "declarația de capitulare în fața inamicului". Trupele germane au intrat dinspre Chitila, pe Calea Griviței iar centrul orașului s-a animat de curioși.
- 1917: Finlanda se declară independentă față de Rusia.
- 1917: Cargobotul SS Mont-Blanc încărcat cu muniție a explodat în portul Halifax din Noua Scoție, după ce s-a ciocnit de vasul norvegian Imo. Aproximativ 2.000 de persoane și-au pierdut viața, iar 9.000 de oameni au fost răniți.
- 1944: Depune juramântul ultimul guvern dinainte de 1989 în care erau reprezentate partidele burgheze (6 decembrie 1944– 5 martie 1945). Premier era Nicolae Rădescu, PNȚ și PNL dețineau 7 ministere, iar FND, 8 ministere.
- 1949: începutul Experimentului Pitești.
- 1965: S-au încheiat lucrarile la prima magistrală feroviara electrificată din România, Brașov-Predeal.
- 1973: Gerald Ford depune jurământul în calitate de președinte al SUA, în urma demisiei lui Richard Nixon. A fost singurul președinte al Statelor Unite care nu a fost ales prin vot.
- 1978: Spania își aprobă ultima constituție prin referendum.
- 1998: S-a constituit Casa Națională de Asigurari de Sănătate.
- 1999: Emil Constantinescu, președintele României, a promulgat legea privind dosarele Securității.
- 2024: Alegeri prezidențiale în România: Curtea Constituțională a României anulează rezultatele primului tur, pe fondul acuzațiilor de ingerință rusă după avansarea neașteptată a candidatului pro-rus Călin Georgescu în turul al doilea.

## Nașteri
- 1285: Ferdinand al IV-lea al Castiliei (d. 1312)
- 1421: Regele Henric al VI-lea al Angliei (d. 1471)
- 1609: Nicolas François, Duce de Lorena (d. 1670)
- 1640: Claude Fleury, istoric francez (d. 1723)
- 1635: Maria de Dominici, pictoriță, sculptoriță și călugăriță terțiară carmelită (d. 1703)
- 1685: Prințesa Marie-Adélaïde de Savoia, mama regelui Ludovic al XV-lea al Franței (d. 1712)
- 1778: Joseph Louis Gay-Lussac, fizician și chimist francez (d. 1850)

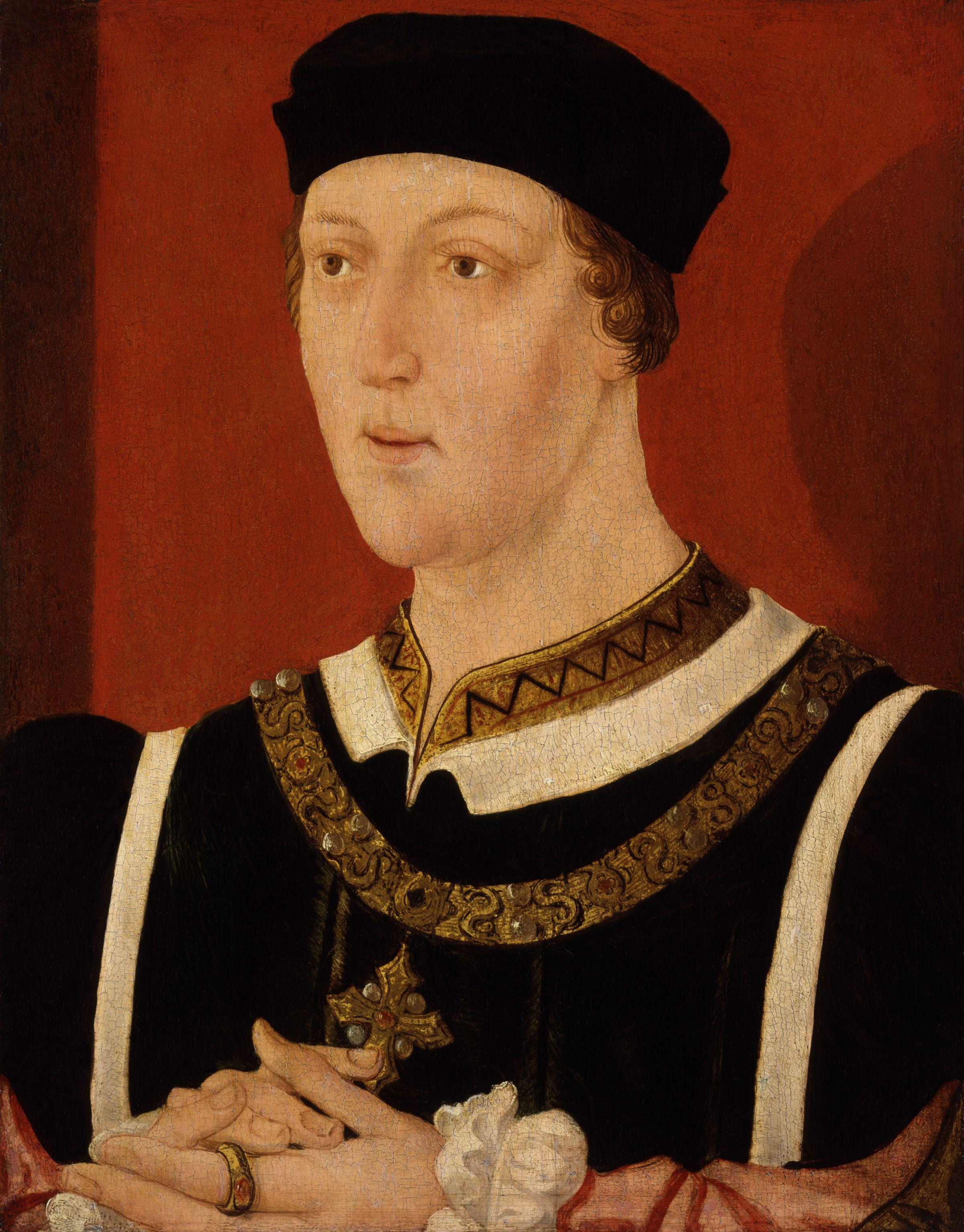
Henric al VI-lea al Angliei
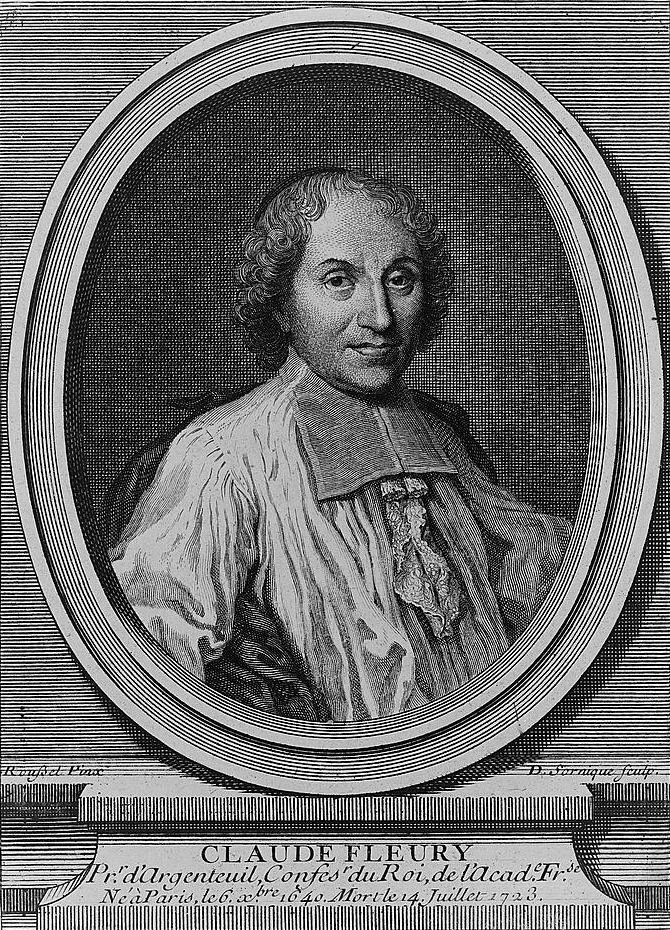
Claude Fleury, istoric francez
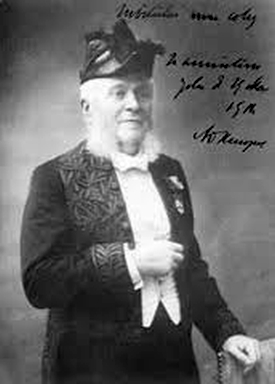
Nicolae Kalinderu, medic român

- 1792: Willem al II-lea al Țărilor de Jos (d. 1849)
- 1812: Louis-Nicolas Cabat, pictor francez (d. 1893)
- 1827: Nicolae Rosetti-Bălănescu, politician român (d. 1884)
- 1831: Dimitrie I. Berindei, politician român (d. 1884)
- 1835: Nicolae Kalinderu, medic român, membru al Academiei Române (d. 1902)
- 1841: Frédéric Bazille, pictor francez (d. 1870)
- 1848: Johann Palisa, astronom austriac (d. 1925)
- 1856: François Flameng, pictor francez (d. 1923)
- 1864: Nicodim Munteanu, patriarhul României (1939–1948), membru de onoare al Academiei Române (d. 1948)
- 1867: Prințul August Leopold de Saxa-Coburg-Kohary (d. 1922)
- 1884: Otto Roth, medic german (d. 1956)
- 1885: Louis Bouquet, artist francez (d. 1952)
- 1892: Osbert Sitwell, scriitor englez (d. 1969)
- 1893: Dan Bădărău, filozof român, membru al Academiei Române (d. 1968)
- 1896: Ira Gershwin, poet american (d. 1983)
- 1898: Gunnar Myrdal, economist suedez, laureat al Premiului Nobel (d. 1987)
- 1894: Henri Catargi (Togo), pictor român (d. 1976)
- 1893: Ira Gershwin, textier american (d. 1983)
- 1903: N.I. Herescu, latinist, poet, prozator, eseist, traducător român (d. 1961)
- 1920: George Porter, chimist englez, laureat Nobel (d. 2002)
- 1930: Carlo Reali, actor italian
- 1931: Aurora Cornu, scriitoare, actriță, regizoare de film și traducătoare română (d. 2021)
- 1937: Sotiris Fotopolos, politician român de etnie greacă (d. 2008)
- 1938: Janusz Bolonek, arhiepiscop romano-catolic polonez (d. 2016)
- 1942: Peter Handke, dramaturg și romancier austriac
- 1945: Yorgo Voyagis, actor grec
- 1948: Keke Rosberg, pilot finlandez de Formula 1
- 1948: Yoshihide Suga, politician japonez, prim-ministru al Japoniei (2020-2021)
- 1950: Gheorghe Păun, matematician român, membru al Academiei Române
- 1956: Andrian-Sirojea Mihei, politician român
- 1957: Tudor Dumitrescu, pianist și compozitor român (d. 1977)
- 1964: Sevil Shhaideh, politiciană română
- 1967: Judd Apatow, producător, regizor, scenarist, actor și comic american
- 1968: Sadâr Japarov, politician, diplomat și oligarh kârgâz, președinte al Kârgâzstanului
- 1971: Katariina Unt, actriță estonă
- 1973: Nikos Christodoulides, politician, diplomat și academician cipriot, președinte al Ciprului
- 1976: Ionel Dănciulescu, fotbalist român
- 1978: Iulian Tameș, fotbalist român
- 1979: Tim Cahill, fotbalist australian
- 1979: Aaron Cook, fotbalist galez
- 1980: Dan Balauru, fotbalist român
- 1981: Federico Balzaretti, fotbalist italian
- 1982: Alberto Contador, ciclist spaniol
- 1982: Susie Wolff, pilot britanic de curse auto
- 1985: Florina Chintoan, handbalistă română
- 1985: Dulce Maria, actriță și interpretă mexicană (RBD)
- 1994: Giannis Antetokounmpo, baschetbalist grec
- 1997: Cătălin Caragea, cântăreț și compozitor, vocalist al trupei “7 Klase” (d. 2020)
- 1997: Sabrina Ionescu, baschetbalistă americană

## Decese
- 0343:  Nicolae de Mira (Sfântul Nicolae) (n. 270)
- 0884:  Carloman al II-lea, rege al francilor între 879 și 884 (n. 866)
- 1185: Alfonso I, rege al Portugaliei (n. 1109)
- 1352: Papa Clement al VI-lea (n. 1291)
- 1759: Prințesa Louise-Élisabeth a Franței, primul copil al regelui Ludovic al XV-lea al Franței (n. 1727)
- 1779: Jean-Baptiste-Siméon Chardin, pictor francez (n. 1699)

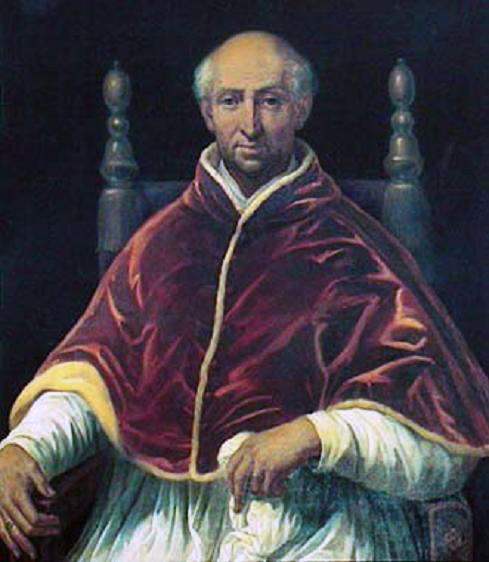
Papa Clement al VI-lea
Ion Mincu, arhitect român
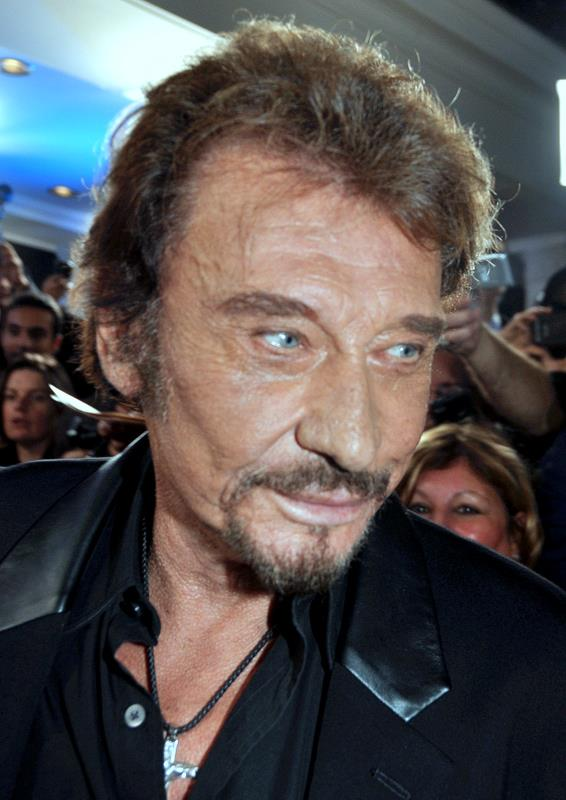
Johnny Hallyday, cântăreț francez

- 1889: Jefferson Davis, politician american, președinte al Statelor Confederate ale Americii (n. 1808)
- 1912: Ion Mincu, arhitect, membru fondator și președinte al Societății Arhitecților din România, întemeietorul școlii românești de arhitectură (n. 1852)
- 1952: Dumitru Popovici, critic literar român (n. 1902)
- 1952: János Scheffler, episcop de Satu Mare, deținut politic decedat la Jilava (n. 1887)
- 1963: Ion Valentin Anestin, artist grafic român, grafician, pictor, sculptor, jurnalist și dramaturg (n. 1900)
- 1974: Per Collinder, astronom suedez (n. 1890)
- 1988: Roy Orbison, muzician american, pionier al muzicii rock (n. 1936)
- 1991: György Aczél (György Appel) scriitor, jurnalist și politician comunist maghiar (n. 1917)
- 1991: Vladimir Colin, scriitor român (n. 1921)
- 1993: Don Ameche, actor american (n. 1908)
- 2002: Dan Amedeo Lăzărescu, avocat și scriitor, politician român (n. 1918)
- 2004: Raymond Goethals, jucător și antrenor belgian de fotbal (n. 1921)
- 2011: Horia Văsioiu, politician român (n. 1955)
- 2017: Johnny Hallyday, cântăreț și actor francez (n. 1943)
- 2020: Jaromír Kohlíček, politician ceh (n. 1953)

## Sărbători
- în calendarul creștin-ortodox: Sf. Ierarh Nicolae, Arhiepiscopul Mirelor Lichiei
- în calendarul romano-catolic: Sf. Nicolae
- în calendarul greco-catolic: Sf. Nicolae, Arhiepiscopul Mirei din Licia
- în calendarul lutheran: Sf. Nicolae
- în calendarul anglican: Sf. Nicolae
- Finlanda: Sărbătoare națională. Proclamarea independenței (1917)